# Jean Gautheroux
Jean Gautheroux (né le 11 février 1909 à Lalinde et mort le 14 octobre 1986 à Maisons-Alfort) est un footballeur international français des années 1920 et 1930. Il évolue au poste de milieu de terrain.

## Biographie

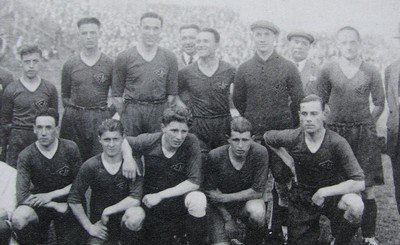
Le CAP finaliste de la Coupe de France 1928. Jean Gautheroux est le 2e joueur debout.

Il joue pendant sa carrière au Cercle athlétique de Paris, club avec lequel il devient finaliste de la Coupe de France 1928 en perdant la finale 3-1 contre le Red Star.
Il est sélectionné à deux reprises en équipe de France de football, en 1930 et 1936.
De juin 1959 à octobre 1960, il est membre du comité de sélection de l'équipe de France de football avec Georges Verriest et Alexis Thépot.

## Carrière
- 1927-1929 :  CA Paris
- 1929-1936 :  Racing Paris
- 1936-1938 :  Excelsior de Roubaix
- 1938-déc. 1938 :  RC Roubaix
- jan. 1939-1939 :  CA Paris
- 1939-1941 :  Red Star Olympique, comme entraineur-joueur[3]

## Palmarès
- Champion de France en 1936 (Racing Paris)